# Мощенська сільська рада (Ковельський район)
Моще́нська сільська́ ра́да — адміністративно-територіальна одиниця та орган місцевого самоврядування в Ковельському районі Волинської області. Адміністративний центр — село Мощена.

## Загальні відомості
- Територія ради: 1,37 км²
- Населення ради: 858 осіб (станом на 2015 рік)

## Населені пункти
Сільській раді підпорядковані населені пункти:
- с. Мощена
- с. Черкаси

## Історія
Сільська рада утворена в 1947 році. Склад сільради неодноразово змінювався. Так станом на 1970, до Мощенської сільради входили села: Довгоноси, Калинівка, Люблинець, які зараз входять до Люблинецької селищної ради, Черкаси та Мощена.

## Географія
Сільська рада знаходиться в західній частині району. Зі сходу — території міста Ковель. З південного боку межує з Люблинецькою селищною радою, із західного — з Старокошарівською, з північного з — Городищенською та зі східного — з Дубівською сільськими радами.
Найзначніші водойми на території сільради — Мощенське водосховище та річка Рудка, ліва притока Турії.
Південною межею території сільської ради проходить автошлях європейського значення Київ—Люблін E373, в межах України — М07, ділянка Ковель—Любомль. Також пролягають дві залізничні гілки. На південь від села Черкаси розташована залізнична станція Черкаси Волинські (ділянка Ковель—Ягодин), а на північ від села Мощена — однойменна залізнична станція (ділянка Ковель—Заболоття). 

## Населення
Населення сільської ради становить 858  чол.
| Населенні пункти  | 1989 рік | 2001 рік | 2013 рік | 2015 рік |
| ----------------- | -------- | -------- | -------- | -------- |
| Мощена            | 510      | 546      | 602      | 583      |
| Черкаси           | 210      | 166      | 268      | 275      |
| Сукупне населення | 720      | 712      | 870      | 858      |

### Мова
Розподіл населення за рідною мовою за даними перепису 2001 року:
| Мова       | Відсоток |
| ---------- | -------- |
| українська | 97,61 %  |
| російська  | 1,97 %   |
| інші       | 0,42 %   |

## Склад ради
Рада складається з 12 депутатів та голови.
Голова сільради — Ліщук Анатолій Павлович, позапартійний, провідний спеціаліст відділу у справах сім'ї, молоді та спорту Ковельської райдержадміністрації, обраний на позачергових виборах 16 грудня 2013.  та переобраний на чергових місцевих виборах 25 жовтня 2015. Попередній голова — Федорук Андрій Борисович, член партії Батьківщина, вчитель, був обраний 31 жовтня 2010.

### Керівний склад попередніх скликань
| Прізвище, ім'я, по батькові | Основні відомості                                                                                  | Дата обрання | Дата звільнення |
| --------------------------- | -------------------------------------------------------------------------------------------------- | ------------ | --------------- |
| Федорук Віра Миколаївна     | Сільський голова, 1951 року народження, член Соціалістичної партії України                         | 26.03.2006   | 31.10.2010      |
| Федорук Андрій Борисович    | Сільський голова, 1979 року народження, освіта вища, член Всеукраїнського об'єднання «Батьківщина» | 31.10.2010   | 15.12.2013      |
| Ліщук Анатолій Павлович     | Сільський голова, 1957 року народження, освіта вища, безпартійний                                  | 15.12.2013   | 25.10.2015      |
| Ліщук Анатолій Павлович     | Сільський голова, 1957 року народження, освіта вища, безпартійний                                  | 25.10.2015   |                 |

Примітка: таблиця складена за даними сайту Верховної Ради України та ЦВК

### Депутати VII скликання
За результатами місцевих виборів 2015 року депутатами ради стали:

#### За суб'єктами висування
| Суб'єкт висування      | Кількість обраних депутатів | %     |
| ---------------------- | --------------------------- | ----- |
| Самовисування          | 11                          | 91.67 |
| Аграрна партія України | 1                           | 8.33  |

#### За округами
| № округу | Прізвище, ім'я, по батькові    | Ким висунуто           | Дата нар.  | Освіта              | Партійна приналежність                                           | Відомості                                               |
| -------- | ------------------------------ | ---------------------- | ---------- | ------------------- | ---------------------------------------------------------------- | ------------------------------------------------------- |
| 1        | Клодчик Ігор Леонідович        | Самовисування          | 13.10.1986 | середня спеціальна  | безпартійний                                                     | Ковельський «Ощадбанк», інкасатор-водій                 |
| 2        | Михейчев Михайло Олександрович | Самовисування          | 28.11.1967 | загальна середня    | член політичної партії Всеукраїнське об'єднання «Свобода»        | Тимчасово не працює, одноосібник                        |
| 3        | Старевич Василь Степанович     | Самовисування          | 06.09.1985 | вища                | безпартійний                                                     | с. Мощена, с. Черкаси, с. Красноволя, настоятель храмів |
| 4        | Случик Володимир Володимирович | Самовисування          | 11.05.1976 | середня спеціальна  | безпартійний                                                     | Вол.-Волинський КЕВ МО України, сторож                  |
| 5        | Білінська Оксана Веніамінівна  | Самовисування          | 02.08.1984 | загальна середня    | безпартійна                                                      | Мощенська сільська рада, діловод                        |
| 6        | Карпік Ігор Тихонович          | Самовисування          | 01.05.1983 | середня спеціальна  | безпартійний                                                     | Тимчасово не працює                                     |
| 7        | Потапюк Василь Миколайович     | Самовисування          | 22.06.1980 | вища                | член ПОЛІТИЧНОЇ ПАРТІЇ «УКРАЇНСЬКЕ ОБ'ЄДНАННЯ ПАТРІОТІВ — УКРОП» | ФГ «Мощена», голова                                     |
| 8        | Моружко Людмила Петрівна       | Самовисування          | 13.06.1972 | середня спеціальна  | безпартійна                                                      | Тимчасово не працює                                     |
| 9        | Луцкевич Надія Юріївна         | Самовисування          | 26.11.1994 | професійно-технічна | безпартійна                                                      | Тимчасово не працює, відпустка по догляду за дитиною    |
| 10       | Шарифулін Марат Рифович        | Аграрна партія України | 10.01.1976 | загальна середня    | безпартійний                                                     | ТзОВ «Сучасні дистрибуційні системи», працівник         |
| 11       | Лук'янчук Антоніна Петрівна    | Самовисування          | 01.01.1957 | середня спеціальна  | безпартійна                                                      | Тимчасово не працює, пенсіонерка                        |
| 12       | Піцик-Марчук Микола Юрійович   | Самовисування          | 27.01.1981 | вища                | безпартійний                                                     | Тимчасово не працює, підприємець                        |